# Ticehurst House Hospital
Le Ticehurst House Hospital est un établissement de santé mentale. Il ouvre ses portes en 1792 et est détenu et géré par cinq générations de membres de la famille Newington jusqu'en 1970. En 2000, le nom de l'hôpital est passé de Ticehurst House Hospital à The Priory Ticehurst House lorsqu'il rejoint le groupe Priory.

## Premières années
Samuel Newington ouvre un petit hôpital à Ticehurst, dans le Sussex, en 1792. Au début, il héberge une vingtaine de patients et accueille aussi bien des patients pauvres que riches.
En 1812, Charles Newington se construit une maison sur le terrain. Deux de ses fils, Charles et Jesse, deviennent chirurgiens et travaillent puis dirigent l'asile à la mort de leur père. Ils emploient des vétérans démobilisés de la bataille de Waterloo pour aménager la zone entourant les bâtiments. 
Un prospectus pour l'asile est produit pour montrer ses installations en 1830.  À partir de 1838, seuls les patients privés sont admis et les patients viennent de milieux de plus en plus privilégiés au fil du temps ; dans les années 1850, ils sont « exceptionnellement riches ».
Dans les années 1870, Ticehurst est considéré comme l'un des asiles privés les plus prospères et les plus appréciés et, en 1900, le site couvre plus de 125 hectares.
Dans les années 1870, Herman Charles Merivale réside à Ticehurst. Il écrit sur ses expériences là-bas dans un livre intitulé My Experiences in a Lunatic Asylum by a Sane Person,.

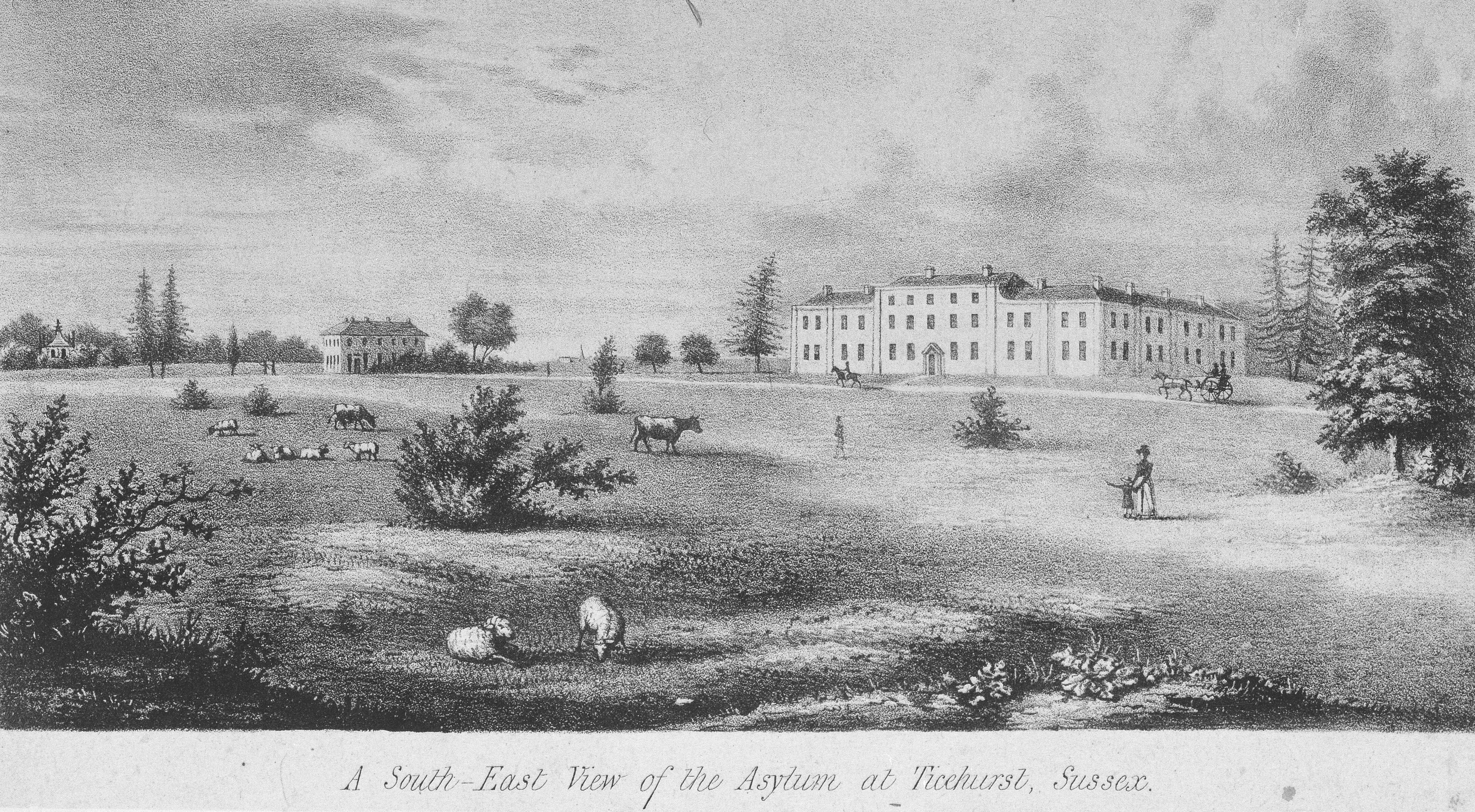
Gravure représentant le Ticehurst House Hospital.

## Priory Hospital Ticehurst
Aujourd'hui, l'hôpital propose des soins de jour, des soins ambulatoires et des soins résidentiels.

## Héritage de l'ancien hôpital privé
Les archives de Ticehurst sont exceptionnellement bien conservées ; de nombreuses archives privées d'asile sont généralement perdues, mais les archives de Ticehurst couvrent les périodes allant de 1787 à 1975,.
Une analyse des dossiers de plus de 600 patients de Ticehurst révèle que plus de 80 % des patients présentent des symptômes révélateurs de maladies psychiatriques modernes, en particulier la schizophrénie et le trouble bipolaire. Une autre analyse fait valoir que ces conditions ont une existence validée de façon robuste dans le temps.

## Anciens résidents notables
- John Bacchus Dykes (1823-1876), pasteur anglais et auteur d'hymnes[10].
- Violet Van der Elst (1882-1966), militante contre la peine de mort[11].
- Penrhyn Grant Jones (1878-1945), ancien juge adjoint de la Cour suprême britannique pour la Chine[12].
- Herman Charles Merivale (1839-1906), dramaturge et poète anglais[13].
- John Thomas Perceval (1803-1876), ancien officier de l'armée et militant pour la réforme des lois sur la folie[14].
- Katherine Routledge (1866-1935), archéologue et anthropologue ayant effectué la première fouille significative de l'Île de Pâques[15].